# Moto Esporte Clube
Moto Esporte Clube is een Braziliaanse voetbalclub uit Porto Velho in de staat Rondônia.

## Geschiedenis
Moto Clube werd opgericht in 1952 en werd twee jaar later voor het eerst staatskampioen. De club won in totaal tien keer de titel, allemaal in het amateurtijdperk. Na de invoering van het profvoetbal in 1991 verdween de club naar de achtergrond. Van 2010 tot 2012 speelde de club nog in de hoogste klasse.

## Erelijst
Campeonato Rondoniense
1954, 1968, 1969, 1971, 1972, 1975, 1976, 1977, 1980, 1981